# أغاجارى
آغاجارى هي مدينة إيرانية تقع في محافظة خوزستان. من المناطق الغنية بالنفط ومحرومة في إيران. عدد سكانها يبلغ 13,152 نسمة بإحصاء 2006، وتسكنها قبائل اللور، الترك والعرب.
الماء والهواء في هذه المدينة في الصيف حار جداً وحارق ودرجة الهواء أحياناً تصل لأكثر من 50 درجه مئوية .

## المناخ
يظهر الجدول التالي التغييرات المناخية على مدار السنة لآغاجارى:
| البيانات المناخية لـآغاجارى | البيانات المناخية لـآغاجارى | البيانات المناخية لـآغاجارى | البيانات المناخية لـآغاجارى | البيانات المناخية لـآغاجارى | البيانات المناخية لـآغاجارى | البيانات المناخية لـآغاجارى | البيانات المناخية لـآغاجارى | البيانات المناخية لـآغاجارى | البيانات المناخية لـآغاجارى | البيانات المناخية لـآغاجارى | البيانات المناخية لـآغاجارى | البيانات المناخية لـآغاجارى | البيانات المناخية لـآغاجارى |
| الشهر | يناير                       | فبراير                      | مارس                        | أبريل                       | مايو                        | يونيو                       | يوليو                       | أغسطس                       | سبتمبر                      | أكتوبر                      | نوفمبر                      | ديسمبر                      | المعدل السنوي               |
| --- | --------------------------- | --------------------------- | --------------------------- | --------------------------- | --------------------------- | --------------------------- | --------------------------- | --------------------------- | --------------------------- | --------------------------- | --------------------------- | --------------------------- | --------------------------- |
| الدرجة القصوى °م (°ف) | 28.0 (82.4)                 | 32.6 (90.7)                 | 38.4 (101.1)                | 44.0 (111.2)                | 49.6 (121.3)                | 51.4 (124.5)                | 51.6 (124.9)                | 52.0 (125.6)                | 49.0 (120.2)                | 43.6 (110.5)                | 37.0 (98.6)                 | 30.2 (86.4)                 | 52.0 (125.6)                |
| متوسط درجة الحرارة الكبرى °م (°ف) | 18.0 (64.4)                 | 21.3 (70.3)                 | 26.2 (79.2)                 | 33.3 (91.9)                 | 40.6 (105.1)                | 45.2 (113.4)                | 46.7 (116.1)                | 46.3 (115.3)                | 42.7 (108.9)                | 36.7 (98.1)                 | 27.3 (81.1)                 | 20.1 (68.2)                 | 33.7 (92.7)                 |
| المتوسط اليومي °م (°ف) | 12.8 (55.0)                 | 15.3 (59.5)                 | 19.4 (66.9)                 | 25.7 (78.3)                 | 32.0 (89.6)                 | 35.4 (95.7)                 | 37.4 (99.3)                 | 37.0 (98.6)                 | 33.0 (91.4)                 | 27.8 (82.0)                 | 20.1 (68.2)                 | 14.6 (58.3)                 | 25.9 (78.6)                 |
| متوسط درجة الحرارة الصغرى °م (°ف) | 7.6 (45.7)                  | 9.2 (48.6)                  | 12.6 (54.7)                 | 18.2 (64.8)                 | 23.3 (73.9)                 | 25.6 (78.1)                 | 28.0 (82.4)                 | 27.6 (81.7)                 | 23.1 (73.6)                 | 18.8 (65.8)                 | 13.0 (55.4)                 | 9.0 (48.2)                  | 18.0 (64.4)                 |
| أدنى درجة حرارة °م (°ف) | −1.0 (30.2)                 | −2.0 (28.4)                 | 0.0 (32.0)                  | 7.0 (44.6)                  | 13.5 (56.3)                 | 19.0 (66.2)                 | 20.5 (68.9)                 | 20.0 (68.0)                 | 12.0 (53.6)                 | 5.3 (41.5)                  | −1.0 (30.2)                 | 0.0 (32.0)                  | −2.0 (28.4)                 |
| الهطول مم (إنش) | 54.9 (2.16)                 | 35.4 (1.39)                 | 36.2 (1.43)                 | 22.6 (0.89)                 | 2.0 (0.08)                  | 0.1 (0.00)                  | 0.5 (0.02)                  | 0.1 (0.00)                  | 0.0 (0.0)                   | 8.3 (0.33)                  | 39.4 (1.55)                 | 62.5 (2.46)                 | 262.0 (10.31)               |
| متوسط أيام هطول الأمطار (≥ 1.0 mm) | 6.1                         | 3.5                         | 4.4                         | 2.5                         | 0.5                         | 0.0                         | 0.1                         | 0.0                         | 0.0                         | 0.8                         | 3.3                         | 6.0                         | 27.2                        |
| متوسط الرطوبة النسبية (%) | 72                          | 59                          | 49                          | 38                          | 25                          | 21                          | 23                          | 28                          | 29                          | 35                          | 51                          | 69                          | 41                          |
| ساعات سطوع الشمس الشهرية | 179.3                       | 195.9                       | 225.5                       | 232.5                       | 289.2                       | 337.1                       | 326.6                       | 327.5                       | 297.8                       | 274.8                       | 213.6                       | 184.1                       | 3٬083٫9                     |
| المصدر: Iran Meteorological Organization (records), (temperatures), (precipitation), (humidity), (days with precipitation), (sunshine) |                             |                             |                             |                             |                             |                             |                             |                             |                             |                             |                             |                             |                             |